# Bad Robot Productions

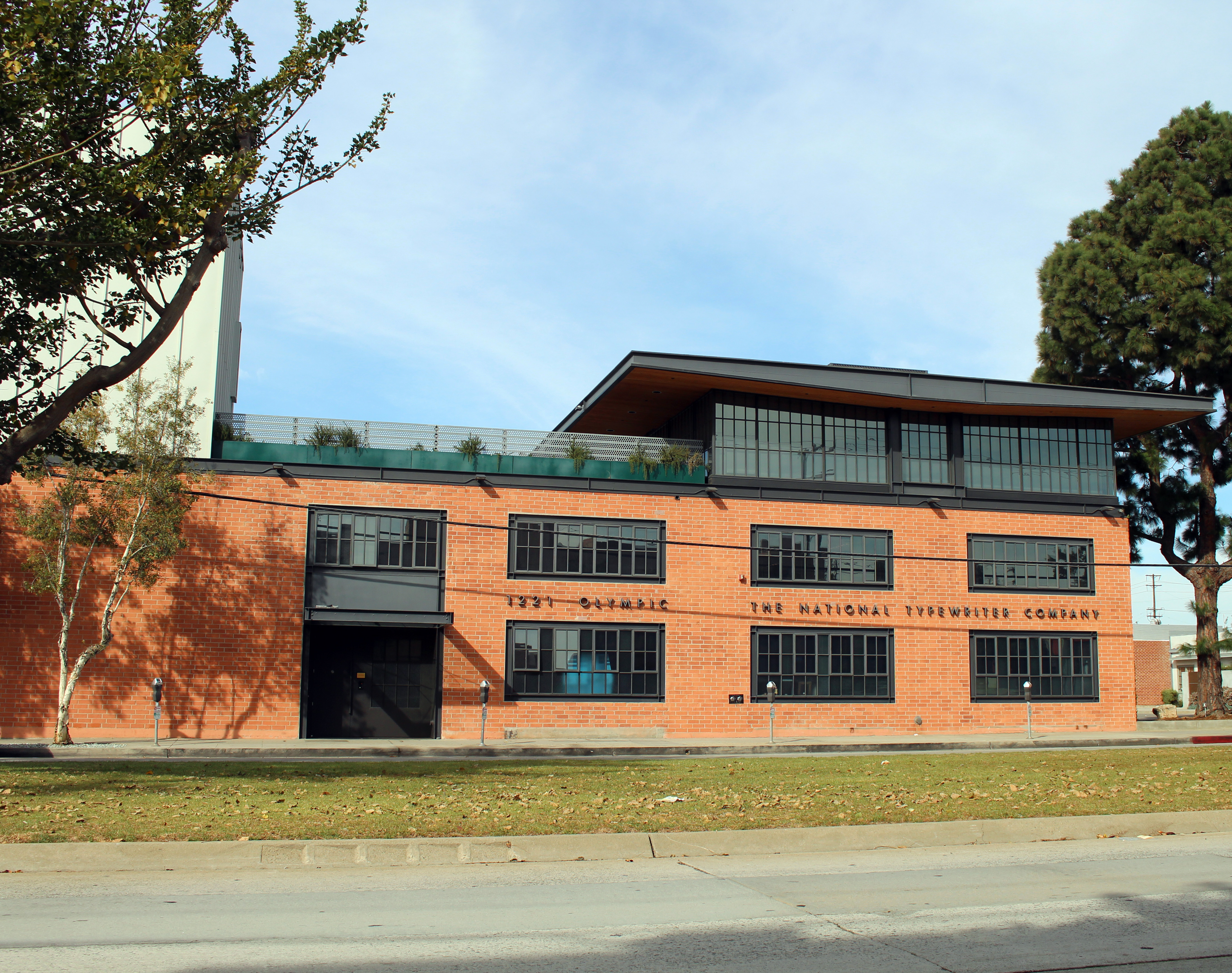
Bureaux de Bad Robot Productions à Santa Monica

Bad Robot Productions est une société de production de cinéma et télévision créée par J. J. Abrams. Elle a notamment produit les séries Alias, Lost : Les Disparus, Fringe, Person of Interest, Westworld et au cinéma avec les films Cloverfield (2008, 2016 et 2018), la saga Mission Impossible (2006, 2011, 2015 et 2018) ou encore des films des univers Star Trek (2009, 2013 et 2016) et Star Wars (2015, 2017 et 2019).

## Historique
La société est créée en 1998 par J. J. Abrams. Jusqu'en 2006, Bad Robot Productions était une division de Touchstone Television et aujourd'hui ABC Television Studio, avec qui Bad Robot Productions a produit Lost : Les Disparus. Depuis, Bad Robot a collaboré avec les sociétés Paramount Pictures, Universal Studios, Columbia Pictures, Walt Disney Pictures, Screen Gems ou encore Warner Bros.

## Productions

### Cinéma
- 2001 : Une virée en enfer (Joy Ride) de John Dahl (coproduction avec 20th Century Fox et Regency Enterprises)
- 2006 : Mission impossible 3 (Mission: Impossible III) de J. J. Abrams (coproduction avec Paramount Pictures et Cruise/Wagner Productions)
- 2008 : Cloverfield de Matt Reeves (coproduction avec Paramount Pictures)
- 2009 : Star Trek de J. J. Abrams (coproduction avec Paramount Pictures et Spyglass Entertainment)
- 2010 : Morning Glory de Roger Michell (coproduction avec Paramount Pictures)
- 2011 : Super 8 de J. J. Abrams (coproduction avec Paramount Pictures et Amblin Entertainment)
- 2011 : Mission impossible : Protocole Fantôme (Mission: Impossible – Ghost Protocol) de Brad Bird (coproduction avec Paramount Pictures, Skydance Productions, FilmWorks et Stillking Films)
- 2013 : Star Trek Into Darkness de J. J. Abrams (coproduction avec Paramount Pictures, Skydance Productions et Kurtzman/Orci)
- 2015 : Mission impossible : Rogue Nation (Mission: Impossible – Rogue Nation) de Christopher McQuarrie (coproduction avec Skydance Productions et TC Productions)
- 2015 : Star Wars, épisode VII : Le Réveil de la Force (Star Wars Episode VII: The Force Awakens) de J. J. Abrams (coproduction avec Lucasfilm)
- 2016 : 10 Cloverfield Lane de Dan Trachtenberg
- 2016 : Star Trek : Sans limites (Star Trek Beyond) de Justin Lin (coproduction avec Paramount Pictures et Skydance Productions)
- 2017 : Star Wars, épisode VIII : Les Derniers Jedi (Star Wars: Episode VIII – The Last Jedi) de Rian Johnson (coproduction avec Lucasfilm)
- 2018 : The Cloverfield Paradox de Julius Onah
- 2018 : Mission impossible : Fallout de Christopher McQuarrie
- 2018 : Overlord de Julius Avery
- 2019 : Star Wars, épisode IX : L'Ascension de Skywalker (Star Wars Episode IX) de J. J. Abrams (coproduction avec Lucasfilm)
- 2022 : Lou d'Anna Foerster
- 2024 : The Blue Angels (documentaire) de Paul Crowder

Prochainement
- 2025 : Flowervale Street de David Robert Mitchell

### Télévision
- 2001-2006 : Alias
- 2004-2010 : Lost : Les Disparus (Lost)
- 2005 : The Catch
- 2005-2015 : What About Brian
- 2006-2007 : Six Degrees
- 2008 : Boundaries
- 2008-2013 : Fringe
- 2009 : Anatomy of Hope
- 2010-2011 : Undercovers
- 2011-2016 : Person of Interest
- 2012 : Alcatraz
- 2013-2014 : Almost Human
- 2014 : Believe
- 2016 : 22.11.63 (11.22.63)
- 2016-2022 : Westworld
- 2016 : Roadies
- 2017 : Star Trek Discovery
- 2018-2019 : Castle Rock
- 2020 : Le dernier vol de la navette Challenger (Netflix)
- 2024 : Batman, le justicier masqué (Batman: Caped Crusader) (série télévisée d'animation)
- 2025 : Duster